# Artère intercostale suprême
Pour les articles homonymes, voir Artère intercostale.
L'artère intercostale suprême (ou artère intercostale supérieure) est une artère du thorax. 

## Description

### Origine
L'artère intercostale suprême est une des deux branches du tronc costo-cervical. 

### Trajet
Elle descend verticalement en dehors du ganglion cervicothoracique. Elle passe entre la dôme pleural et le col de la première côte, puis descend devant les cols des deuxième et troisième côte. 
Au niveau des trois premiers espaces intercostaux, elle donne les deux ou trois premières artères intercostales postérieures qui donnent des rameaux spinaux et dorsaux.. 